# Museo de Zoología

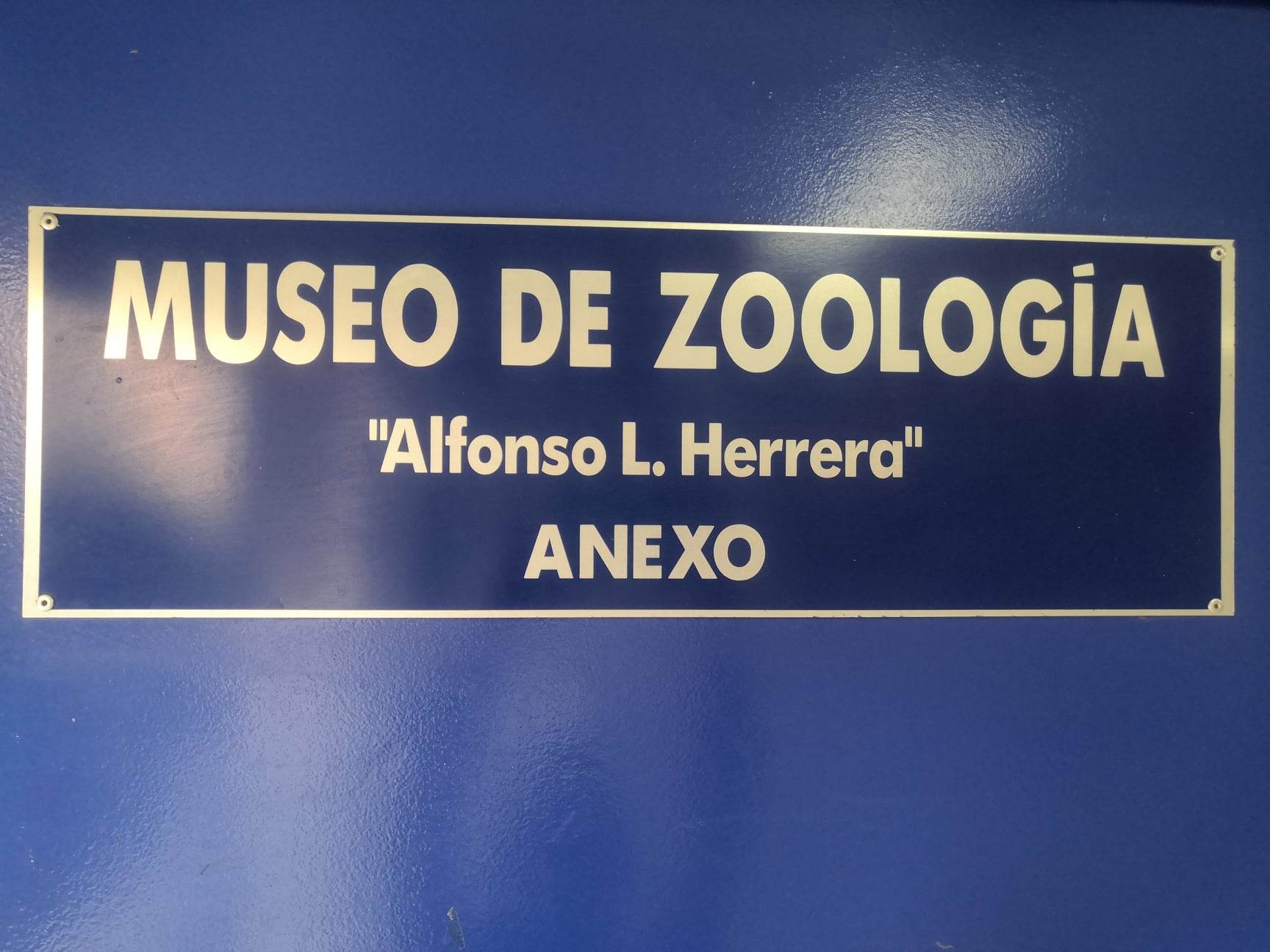
Facultad de Ciencias, UNAM.Edificio B de Biología, primer piso.

El Museo de Zoología Alfonso L. Herrera, ubicado en la Facultad de Ciencias (UNAM) desde 1978.

## Historia
En los años 1970, el maestro Rafael Martín del Campo plasmó las primeras ideas de crear el Museo de Zoología en la Facultad de Ciencias (UNAM);  esta iniciativa fue impulsada por el Dr. Alfredo Barrera, la Dra. Anita Hoffman, el Biólogo Carlos Juárez y el Mtro. Juan Luis Cifuentes. 
A mediados de los años 1970, con la necesidad de hacer investigación y producir colecciones zoológicas, se  hace un primer diseño de los planos del nuevo edificio para la Facultad de Ciencias, dentro del Circuito de la Investigación Científica en Ciudad Universitaria, en donde ahora se ubica. Fue inaugurado el 11 de julio de 1978, en honor al biólogo mexicano Alfonso Luis Herrera.

## Colecciones
Actualmente el museo funciona como centro de  investigación, educación, custodia y restauración de las colecciones zoológicas que se producen a través de las actividades de académicos y estudiantes, así como de profesores e investigadores asociados. Se realizan estudios de investigación de vanguardia y conjunta una serie de procesos multidisciplinarios.
Alberga colecciones de vertebrados: anfibios, reptiles, aves y mamíferos; y de los siguientes grupos de insectos: Siphonaptera, Coleoptera, Hymenoptera y Lepidoptera.
Si bien el acceso no se encuentra restringido al público, para el ingreso se debe solicitar una cita con el curador encargado de la colección a consultar; pues como ya se ha mencionado, en el museo se trabaja con muestras de las diferentes especies y conservación de las mismas, por lo cual no siempre se encuentra el espacio disponible para recibir visitas.

## Biblioteca
El material está disponible únicamente para consulta dentro de las instalaciones del museo y con previa solicitud al especialista encargado de cada sala.